# Gözkaya, Kilis
Gözkaya là một xã thuộc thành phố Kilis, tỉnh Kilis, Thổ Nhĩ Kỳ. Dân số thời điểm năm 2010 là 471 người.